# Axtorp södra
Axtorp södra är en bebyggelse i väster om Förlanda i Förlanda socken i Kungsbacka kommun. Från 2015 avgränsade SCB bebyggelsen som en del av småorten Axtorp, för att 2023 avgränsa den som en separat småort.